# Casa Xochiquetzal
La Casa Xochiquetzal es un albergue de extrabajadoras sexuales de la tercera edad ubicado en la Ciudad de México, este proyecto es único en el mundo. El nombre se eligió en honor a la diosa mexica del amor, el placer y  la belleza.

## Historia
En 2001 Carmen Muñoz, quien fue trabajadora sexual, encontró que algunas de sus antiguas compañeras dormían en las calles, en la zona de La Merced, al tener que decidir entre comer o pagar un lugar para pasar la noche. Ella las acogió con el alianza de un grupo de feministas mexicanas.
Durante la administración de Andrés Manuel López Obrador Marta Lamas, Elena Poniatowska y Jesusa Rodríguez hablaron sobre esta situación con el jefe de gobierno pidiéndole brindaran apoyo a estas mujeres. Posteriormente el entonces Gobierno del Distrito Federal otorgó en comodato un inmueble en el Centro Histórico al cual se le realizaron las mejoras para albergar el refugio Xochiquetzal. El cual se inauguró en 2006 para proporcionarles a las trabajadoras sexuales de la tercera edad un lugar donde vivir. El albergue realiza anualmente convenio con el DIF para proporcionar insumos alimentarios para las habitantes.
La asociación civil Mujeres Xochiquetzal en lucha por su dignidad surgió en 2009 para afrontar diversas problemáticas pues el apoyo es insuficiente para dar atención médica, psicológica y alimentación a las habitantes.
La casa cuenta con un reglamento interno que crearon las mismas habitantes, en él se incluyen: el respeto entre compañeras, apoyar en roles de limpieza y cocina, mantener  habitaciones limpias, asistir a citas médicas, psicológicas, jurídicas, y, como es de puertas abiertas, pueden salir durante el día y regresar a más tardar a las 10 pm. También deben participar en talleres diarios. No se permite ningún tipo de drogas en la casa.
Entre los requisitos que deben cumplir las mujeres están: que tengan al menos 55 años, que hayan sido trabajadoras sexuales o lo sigan siendo, que no cuenten con redes familiares o algún apoyo. 